# 甲南町 (神戸市)

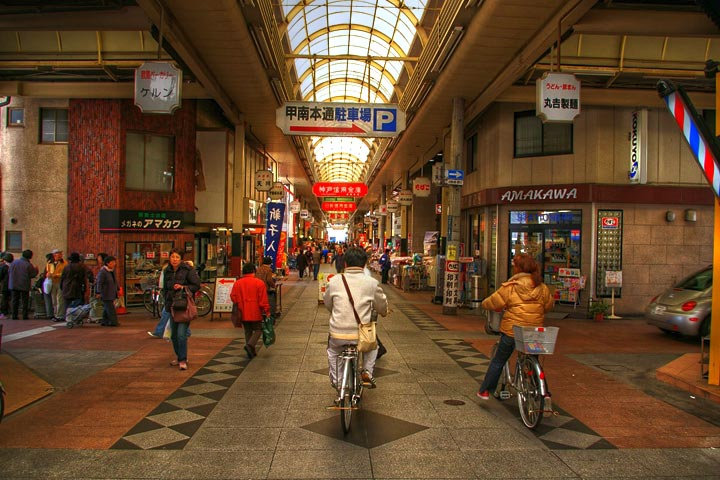
甲南本通商店街（三丁目）

甲南町（こうなんちょう）は、兵庫県神戸市東灘区の町名。現行行政地名は甲南町一丁目から甲南町五丁目。平成17年国勢調査（2005年10月1日現在）における世帯数は2,563、人口5,111で内男性2,443人・女性2,668人
。郵便番号658-0084。

## 地理
国道2号以南の旧本山村域（本山地区；野寄・田中）と旧魚崎町域（魚崎地区；横屋）の最北部をあわせた区域。東から順に一丁目から五丁目が配される。北と北東は国道2号線を挟んで田中町（本山中町とは僅かに接しない）、東と東南は本山南町、南の天上川以西は魚崎北町、西は住吉川を挟んで住吉東町。

## 歴史
昭和45年（1970年）6月1日に、本山町田中字平田（西半）が一丁目、天上川を越えて同字町ノ浦・松本（東半）・高田（東半）・下高田が二丁目、同字松本（西半）・高田（西半）と同町野寄字高田と魚崎町横屋字内田（北東部）が三丁目、本山町田中字六反田・石田と同町野寄七ツ塚・池ノ本（一部）・東往還ノ下（南部）と魚崎町横屋字内田（北中部）が四丁目、本山町野寄字池ノ本（一部）と魚崎町横屋字内田（北西部）が五丁目として、町名変更と住居表示を同時に実施した。
甲南市場と新甲南市場の二つの市場があったが、1995年（平成7年）の阪神・淡路大震災により両市場は壊滅的な被害を受けた。震災後、甲南市場のほうは1996年（平成8年）に解散。一方、新甲南市場では市場関係者や一般市民が株主となる新甲南市場復興株式会社が設立され、8階建ての建物の1階を商業施設とした「KONAN食彩館」が開店した（店舗部分の譲渡により「KONAN食彩館」は2022年（令和4年）9月30日で閉店となる）。

### 町名の変遷
| 昭和25年10月10日                                   | 昭和27年3月31日                                | 昭和45年6月1日    |
| -------------------------------------------------- | ---------------------------------------------- | ----------------- |
| （本山町北畑字小寄になった以外）                   | 本山町田中字平田（西半、本山南町になった以外） | 甲南町一 - 五丁目 |
| 本山町田中字七畔                                   | 本山町田中字平田（西半、本山南町になった以外） | 甲南町一 - 五丁目 |
| 本山町田中字柳                                     | 本山町田中字平田（西半、本山南町になった以外） | 甲南町一 - 五丁目 |
| 本山町田中字井出                                   | 本山町田中字平田（西半、本山南町になった以外） | 甲南町一 - 五丁目 |
| 本山町北畑字西コヨリ                               | 本山町田中字平田（西半、本山南町になった以外） | 甲南町一 - 五丁目 |
| 本山町岡本字平田                                   | 本山町田中字平田（西半、本山南町になった以外） | 甲南町一 - 五丁目 |
| 本山町岡本字七九郎                                 | 本山町田中字平田（西半、本山南町になった以外） | 甲南町一 - 五丁目 |
| 本山町岡本字町ノ浦                                 | 本山町田中字平田（西半、本山南町になった以外） | 甲南町一 - 五丁目 |
| 本庄町西青木字福井池                               | 本山町田中字平田（西半、本山南町になった以外） | 甲南町一 - 五丁目 |
|                                                    | 本山町田中字平田（西半、本山南町になった以外） | 甲南町一 - 五丁目 |
| 本山町田中字町ノ浦                                 |                                                | 甲南町一 - 五丁目 |
| 本山町田中字松本                                   |                                                | 甲南町一 - 五丁目 |
| 本山町田中字高田                                   |                                                | 甲南町一 - 五丁目 |
| 本山町田中字下高田                                 |                                                | 甲南町一 - 五丁目 |
| 本山町野寄字高田                                   |                                                | 甲南町一 - 五丁目 |
| 魚崎町横屋字内田                                   |                                                | 甲南町一 - 五丁目 |
| 本山町野寄字七ツ塚                                 |                                                | 甲南町一 - 五丁目 |
| 本山町野寄字池ノ本（南部、田中町になった以外）     |                                                | 甲南町一 - 五丁目 |
| 本山町野寄字東往還ノ下（南部、田中町になった以外） |                                                | 甲南町一 - 五丁目 |

## 施設
- 甲南本通商店街（三丁目）
- 住吉川病院（五丁目）